# Trent McCleary
Trent Kenneth McCleary (* 8. September 1972 in Swift Current, Saskatchewan) ist ein ehemaliger kanadischer Eishockeyspieler. Während seiner Karriere spielte er für die Ottawa Senators, Boston Bruins und Montréal Canadiens in der National Hockey League.

## Karriere
McCleary begann schon in seiner Kindheit mit der Ausübung des Eishockeysports und spielte zumeist für Mannschaften nahe seiner Geburtsstadt. Zur Saison 1989/90 verpflichteten ihn schließlich die Swift Current Broncos, das höchstklassig spielende Juniorenteam der Stadt und amtierende Memorial-Cup-Champion, aus der Western Hockey League. Bereits in der Vorsaison hatte er drei Spiele für die Mannschaft bestritten. Insgesamt blieb der meist defensiv agierende rechte Flügelspieler den Broncos bis zum Ende der Spielzeit 1992/93 treu. In seinem abschließenden Jahr gewann er mit der Mannschaft den President’s Cup, die Meisterschaft der WHL, und nahm am Memorial-Cup-Turnier teil.
Nach Abschluss der Juniorensaison verpflichteten die Ottawa Senators den ungedrafteten Kanadier und setzten ihn zwischen 1993 und 1995 in ihren Farmteams in der American Hockey League ein. Zur Saison 1995/96 erhielt McCleary dann einen Stammplatz im Kader der Ottawa Senators in der NHL und lief in 75 der 82 Saisonspiele auf. In der Sommerpause transferierten ihn die Senators mit einem Drittrunden-Draftpick für Shawn McEachern zu den Boston Bruins, wo er in der ersten Spielzeit ebenfalls zum Stammpersonal gehörte. Nachdem er vor der Saison 1997/98 entlassen worden war, spielte er in der International Hockey League bei den Detroit Vipers und Las Vegas Thunder, da ihn kein anderes NHL-Team verpflichtet hatte. Erst im Oktober 1998 nutzten die Montréal Canadiens die Gelegenheit, sich die Dienste des Free Agents zu sichern. Er kam in seinem ersten Jahr bei den Canadiens nur zu 46 Partien und pendelte im darauffolgenden Spieljahr zwischen der AHL und NHL.

### Unfall
Bei einem Heimspiel der Canadiens am 29. Januar 2000 gegen die Philadelphia Flyers wurde McCleary nach einem Schlagschuss von Chris Therien vom Puck so unglücklich am Kehlkopf getroffen, dass seine Lunge kollabierte. Nur aufgrund des schnellen Eingreifens des medizinischen Personals und einem im Montreal General Hospital durchgeführten Luftröhrenschnitt blieb McCleary am Leben. Nach einer zweifachen Kehlkopfoperation, die ihn wieder zu sprechen befähigte, erwog er zunächst ein Comeback, musste jedoch später feststellen, dass dies mit einer um 15 Prozent verengten Luftröhre, bedingt durch eine teilweise Lähmung der linken Stimmlippe und einer Narbe am Ringknorpel, nicht mehr realisierbar war. Dies bestätigte auch der behandelnde Arzt, der McCleary nach einem Einsatz bei einem Vorbereitungsspiel auf die Saison 2000/01 untersuchte, nachdem dieser über Atembeschwerden geklagt hatte. Am 8. November 2000 gab er schließlich sein offizielles Karriereende bekannt.

## Erfolge und Auszeichnungen
- 1993 President’s-Cup-Gewinn mit den Swift Current Broncos

## Sonstiges
McCleary hat mit dem NHL-Spieler Patrick Marleau im Jahr 2001 die Trent McCleary – Patrick Marleau Sport and Recreation Foundation gegründet, welche Jugendliche im Alter von sechs bis 18 Jahren finanziell unterstützt, damit deren sportliches Potential gefördert werden kann. Seit 2007 unterstützt auch Travis Moen die Stiftung, wodurch diese seitdem Trent McCleary – Patrick Marleau – Travis Moen Sports and Recreation Foundation heißt. McCleary, Marleau und Moen stammen alle aus oder der Umgebung von Swift Current.